# موریس تیه
موریس تیلِت، (به فرانسوی: Maurice Tillet) (زاده ۲۳ اکتبر ۱۹۰۳- درگذشته ۴ سپتامبر ۱۹۵۴) یک کشتی‌گیر فرانسوی متولد روسیه در رشته کشتی حرفه‌ای بود که بعدها در آمریکا با لقب فرشتهٔ فرانسوی نیز شناخته می‌شد. وی در سال‌های ابتدایی دهه ۱۹۴۰ دو بار به عنوان قهرمانی دسته سنگین وزن جهان دست یافت وی همچنین الهام بخش شخصیت کارتونی شرک (فیلم) هم بود.

## سال‌های اولیه زندگی
موریس تیه در کوه‌های اورال در روسیه از والدینی فرانسوی به دنیا آمد. مادرش یک معلم و پدرش یک مهندس راه آهن بود که وقتی تیه جوان بود پدرش از دنیا رفت. او در زمان کودکی دارای ظاهری کاملاً طبیعی بود. در سال ۱۹۱۷ به دلیل وقوع انقلاب روسیه را ترک کردند و به فرانسه رفتند و در شهر رنس ساکن شدند. وقتی تیه به سن ۱۷ سالگی رسید متوجه بروز تورم در دست‌ها، پاها و سرش شد و پس از مراجعه به پزشک متوجه شد که به بیماری آکرومگالی مبتلا شده‌است.
او تصمیم داشت که یک وکیل شود اما به علت ابتلا به آکرومگالی نتوانست به این هدف برسد. تیه در نیروی دریایی فرانسه به عنوان یک مهندس به مدت ۵ سال خدمت کرد.

## پرداختن به کشتی حرفه‌ای
تیه در فوریه ۱۹۳۷ در سنگاپور با کارل پوجلو آشنا شد. پوجلو یک کشتی‌گیر حرفه‌ای بود و تیه را متقاعد کرد که به این رشته وارد شود. تیه و پوجلو برای تعلیم به پاریس رفتند و تیه به مدت دو سال در فرانسه و انگلیس کشتی گرفت تا آنکه وقوع جنگ جهانی دوم در سال ۱۹۳۹ آنها را مجبور کرد که به آمریکا بروند.
در سال ۱۹۴۰ در شهر بوستون در ایالت ماساچوست ، کارگزاری به نام پل بوسر تیه را - که با عنوان فرشته فرانسوی کشتی می‌گرفت - به عنوان چهره‌ای جدید مطرح کرد و او را به محبوبیتی فوق العاده رساند. تیه برای ۱۹ ماه متوالی شکست ناپذیر باقی ماند. تیه در مسابقه قهرمانی سنگین وزن جهان در بوستون در ماه می ۱۹۴۰ برنده شد و این عنوان را تا می ۱۹۴۲ حفظ کرد. در ابتدای سال ۱۹۴۲ او در مسابقه قهرمانی سنگین وزن جهان در مونترآل نیز برنده شد. او عنوان قهرمانی در بوستون را در سال ۱۹۴۴ مجدداً برای مدت کوتاهی در اختیار گرفت.
سرانجام در آخرین مسابقه اش در ۱۴ فوریه ۱۹۵۳ به برت آسیراتی در سنگاپور باخت.
برخی معتقدند تیه منبع الهامی برای شخصیت انیمیشنی شرک بوده‌است.

## مرگ
تیلت در ۴ سپتامبر ۱۹۵۴ بر اثر بیماری قلبی درگذشت. او در قبرستان ملی لیتوانی در روستای جاستیس در ایالت ایلی‌نوی به خاک سپرده شده‌است.